# Font de Gió
La font de Gió (anomenada també « Font de la Verge ») és el nom de l'única font natural a la regió de Jerusalem, situada a l'est de la ciutat de David, i que alimentava gràcies al túnel d'Ezequies, unint l'estany de Siloè (a prop del qual ha estat descobert una ossera que hom suposada que és de Jaume, el germà de Jesús). Abans de l'excavació del túnel, l'aigua de la font fluïa de vegades a la vall del Cedró situada immediatament a l'est.
Abans del Túnel d'Ezequies, havien existit altres dos conductes més antics que permetien alimentar Jerusalem d'aigua potable des de la font del Gió:
- un canal que datava de l'edat de bronze;
- el canal de Warren (del nom de l'enginyer militar britànic, el capità Charles Warren que el va descobrir l'any 1867[note 1]) i que data probablement de més de 4.000 anys (i no del regnat del rei David com se l'ha cregut durant molt de temps) i seria fins i tot d'origen natural.[2][1]